# Església primitiva

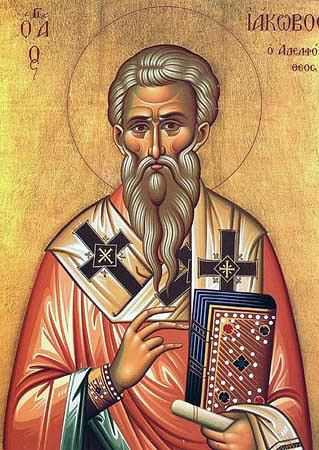
Imatge de Jaume, germà de Jesús, o Sant Jaume el Just

El paleocristianisme, església primitiva o cristianisme primitiu és el període inicial del cristianisme des de la crucifixió de Jesús de Natzaret (c. 30) fins al Primer Concili de Nicea (325). En un sentit més restringit, tanmateix, es pot referir només als primers deixebles de Jesús de Natzaret i llur fe i predicació, i a llurs contemporanis i successors immediats, època que també és coneguda com l'Era apostòlica.

## Context
Els cristians s'oposaven als déus romans (fins i tot a l'Emperador divinitzat), als seus temples, cultes i ritus tradicionals, i van despertar l'aversió popular, però en general s'havia tractat de reintegrar-los a la societat, obligant-los a abjurar i a efectuar sacrificis als déus. Septimi Sever va prohibir l'any 202 la conversió al cristianisme i al judaisme i va desencadenar persecucions. Maximià es va dirigir contra els seus líders. Deci va ordenar una persecució general, i va ordenar sacrificis als déus: els cristians que els van fer, van salvar la vida però els que es van negar van ser executats. Però la religió romana ja no podia competir amb èxit amb religions com el cristianisme, més adaptada als desitjos profunds de la societat i als nous temps.
La societat romana, basada en la desigualtat personal i la perfecció de l'Estat, estava en inferioritat enfront d'una doctrina que predicada la igualtat moral i buscava la perfecció personal. Destruïda l'aristocràcia governant, i en una situació de violència i anarquia, on la legalitat no era respectada per gairebé ningú, on una fiscalitat angoixant impedia qualsevol progrés econòmic individual, una doctrina que predicava que aquests mals eren d'aquest món, però que qui cregués en el seu déu tindria assegurat el pas a una altra vida plena de felicitat, havia de prosperar necessàriament. A més els cristians predicaven sovint amb l'exemple: fundaven institucions de beneficència, gràcies als donatius dels conversos rics (alguns dels quals renunciaven a la seva riquesa seguint els ensenyaments primitius del cristianisme). El cristianisme predicava també la renúncia a tots els càrrecs i honors públics, el que era ben acollit pels dirigents locals de les ciutats, que una vegada convertits arrossegaven a la població. Finalment el cristianisme desautoritzava el servei en l'exèrcit, predicava la pau i no permetia el combat, el que atreia també a certes capes de la població.
La religió romana havia estès sempre a identificar els déus locals amb els seus propis déus. A mitjans del Segle III, les denominacions populars, mantingudes bàsicament per les capes humils de les ciutats i pels camperols, reaparegueren. Així va ocórrer entre els gals (Mercuri va tornar a ser Teutates, Júpiter va tornar a ser Taranis, etc.) i segurament la situació seria similar en altres llocs. A mitjans del segle iii es va produir el martiri de Saturní primer bisbe de Tolosa. A la mateixa època es constaten bisbats a més de a Tolosa, a Lió, Viena, París, Reims i Tours, a les Gàl·lies.
La relaxació dels costums morals, que el cristianisme combatia, van ser també objecte de l'atenció dels Emperadors pagans, i així sabem que el 247 l'àrab Felip promulgà un edicte que establia penes per a aquells que es dedicaven a la sodomia.
Cap al 274 l'Emperador Aurelià va establir el culte del déu Sol (Sol Invictus) com a principal déu de l'Imperi, segurament en un intent de frenar l'ascens de les sectes orientals, entre elles la dels cristians, i segurament amb la pretensió d'aglutinar energies per a la recuperació.

## Història

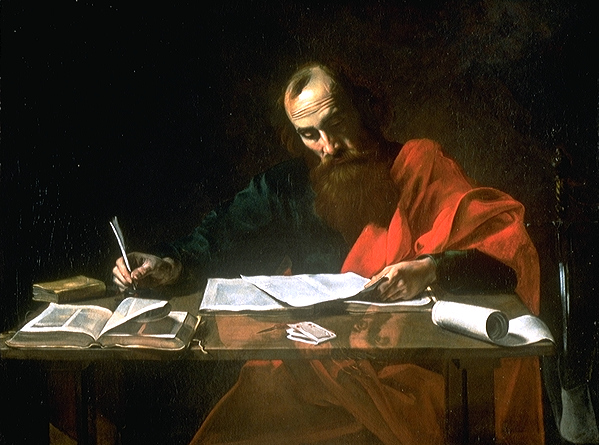
Sant Pau escrivint les Epístoles, obra de Valentin de Boulogne o Nicolas Tournier (Houston, Blaffer Foundation).

El cristianisme primitiu sorgí com una secta judaica, com altres sectes coetànies com les dels fariseus, saduceus, essenis o zelotes, que creia en l'arribada del messies jueu en la persona de Jesús de Natzaret el Crist, se separà a poc a poc del judaisme rabínic. Continuaren reverenciant la Bíblia jueva, generalment fent ús de la versió de la Septuaginta, en especial els jueus de la diàspora i els gentils (cristians no jueus) conversos, o el tàrgums, entre els parlants d'arameu, així com de diversos escrits—els relats de la vida de Jesús i algunes de les cartes dels apòstols mateixos —que posteriorment es convertirien en el Nou Testament. L'església primitiva defensà les creences cristianes del criticisme dels jueus no cristians i els seguidors d'altres religions romanes i gregues, sobrevisqué diverses i severes persecucions, jutjà casos d'heretgia, i desenvolupà una jerarquia eclesiàstica. Allò que començà com a moviment religiós i secta del judaisme es convertí, el segle iv, en la religió afavorida de l'Imperi Romà de Constantí I el Gran, i una religió important fora de l'Imperi. El Primer Concili de Nicea marca la fi d'aquesta era i el començament del període dels primers set concilis ecumènics.
L'església primitiva tenia com a centre principal Jerusalem. Jaume, el germà de Jesús, líder de l'església local, hi fou martiritzat, el Temple de Jerusalem fou destruït, i els jueus foren exiliats de la ciutat, i hi tingué lloc la revolta de Bar Kokhba, per les quals coses l'església de Jerusalem es debilità, i els nous centres del cristianisme foren Roma i Antioquia. A causa d'aquesta bipolaritat, el cristianisme occidental desenvolupà una litúrgia llatina, mentre que el cristianisme oriental desenvolupà la litúrgia grega, que segles després dugueren a la primera divisió major de l'església cristiana el Cisma d'Orient.

## Comunitats paulines
Les disputes sobre la llei Mosaica van generar una forta controvèrsia al cristianisme primerenc. Això fou particularment notable a mitjans del segle i, quan es va produir la controvèrsia de la circumcisió. L'assumpte es va tractar al Concili de Jerusalem on Pau va argumentar que la circumcisió no era una pràctica necessària, una opinió que va comptar amb el suport de Pere i que està documentada a Fets Apòstols 15. Aquesta posició va rebre el suport majoritari i es va comunicar a través d'una carta distribuïda a Antioquia de l'Orontes. Quatre anys després del Concili de Jerusalem, Pau va escriure al Gàlates sobre aquest assumpte, que havia generat una forta controvèrsia a la seva regió. Segons Alister McGrath, Pau ho considerava una gran amenaça per la seva doctrina de la salvació a través de la fe en Jesús i per això va tractar l'assumpte amb detall a Gàlates 3.
Les diferències entre els cristians i jueus van anar creixent progressivament, sense una ruptura sobtada. L'any 50 sorgeix la tensió entre les tendències jueves tradicionals i els creients gentils (no jueus) conversos al Cristianisme primitiu provinents de les comunitats palestines. Arriba un moment de crisi i confusió, la qual té lloc en no saber si als nous creients d'origen gentil els correspon observar la Llei igual que al poble hebreu. Aquesta disputa es resol amb el Concili de Jerusalem, en què el cristianisme es definí com una religió universal.

### Els viatges de Pau

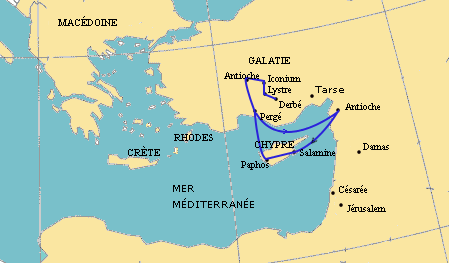
Primer viatge de Sant Pau

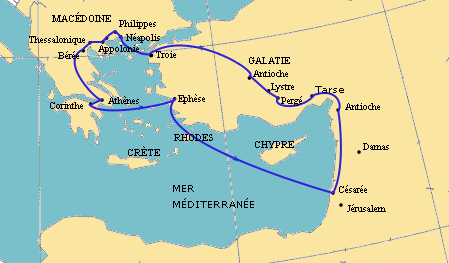
Segon viatge de Sant Pau

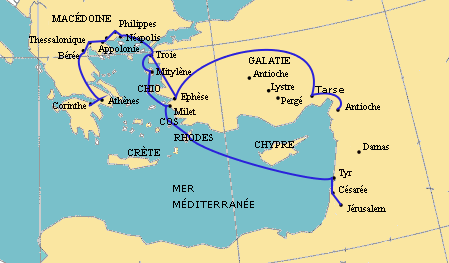
Tercer viatge de Sant Pau

Després de la seva conversió a Damasc, Pau s'està un temps a Jerusalem, torna a Tars a casa dels seus pares i finalment retorna amb Bernabé a Antioquia, ciutat on per primera vegada els seguidors de Jesús són anomenats cristians. D'una forma raonable els seus viatges es poden datar entre el 45 i el 58 aproximadament.
El primer viatge dura del 45 al 49 i el fa amb Bernabé i el cosí d'aquest Joan Marc. Surten per mar de Selèucia cap Xipre, on canvia el seu nom de Saule pel de Paulus (el seu cognomen romà) i visiten també Pamfília i Antioquia de Pisídia per retornar de nou a Jerusalem. Segons Els Fets dels Apòstols no foren gaire ben rebuts i fins i tot foren insultats.
El segon viatge s'estima que té lloc entre el 50 i 52 i és acompanyat per Siles. Surten per terra d'Antioquia i es dirigeixen cap a Síria i Cilícia fins al sud de Galàcia. Allí se'ls hi afegeix Timoteu i travessen les regions de Frígia i Mísia. Entren a Europa, on funda la primera comunitat cristiana a Filipos. Segons el Nou Testament, Pau va visitar la ciutat en dues ocasions més, el 56 i el 57. La Carta als Filipencs data vora el 61 i 62 i es creu que mostra l'efecte immediat de la instrucció de Pau. Segueix el viatge a Tessalònica, Atenes i Corint. Retorna a Antioquia passant per Efes i Cesarea de Palestina.
El tercer viatge apostòlic s'estima que l'inicia a la primavera del 54 i s'estén fins al 58. Es tracta d'un viatge de consolidació de les comunitats cristianes ja formades. Surt d'Antioquia i es dirigeix cap a Efes on s'està un llarg període per marxar després cap a Corint. Desfent camí arriba de nou a Troia on s'embarca cap a Milet i d'allí fins a Tir i Cesarea de Palestina per arribar de nou a Jerusalem on és apressat i està a punt de ser linxat acusat de violar la Llei.
El procurador romà Antoni Fèlix l'envia pres a Cesarea a la província de Judea fins que és posat en llibertat l'any 60 pel nou procurador Porci Fest. Apel·lant al ius civitatis, és a dir al dret de ciutadania romana que gaudeix com a fill de Tars, demana ser jutjat a Roma i evita d'aquesta manera ser jutjat pel Sanedrí:
Si sóc culpable, si he comès una falta que mereixi la pena de mort, no refuso de morir; però si aquests m'acusen sense fonament, ningú no té dret a deixar-me a mercè d'ells. Apel·lo al Cèsar. Llavors Festus, després de deliberar amb el seu consell, va respondre: "Has apel·lat al Cèsar; al Cèsar aniràs." (Fets 25, 11-12)
El quart viatge de Pau té lloc a la primavera del 61 i un cop arribat a Roma és posat en llibertat vigilada fins al 63 que és alliberat. Els darrers dies de la vida de Pau no queden gaire clars i només se'n té constància pels Fets dels Apòstols. Segons alguns va seguir visitant les comunitats cristianes d'Orient i fins i tot hi ha qui apunta que va estar a Tarraco: cosa que penso fer quan vagi cap a Hispània. Espero, doncs, que tot anant-hi us podré visitar, i que em donareu ajuda per a arribar-hi, després de fruir una mica de la vostra companyia. (Romans 15, 24).

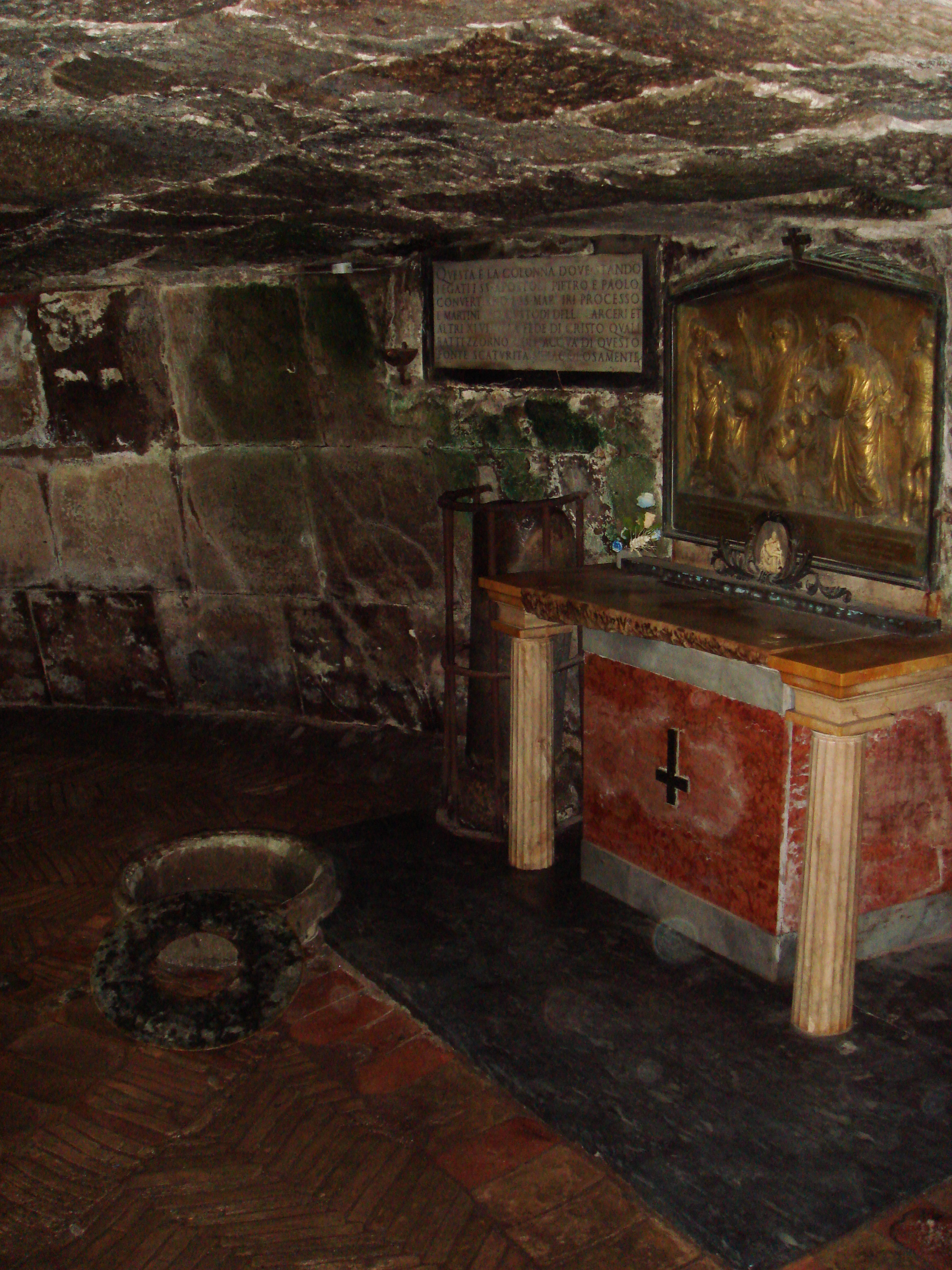
Presó Mamertina, al Fòrum Romà
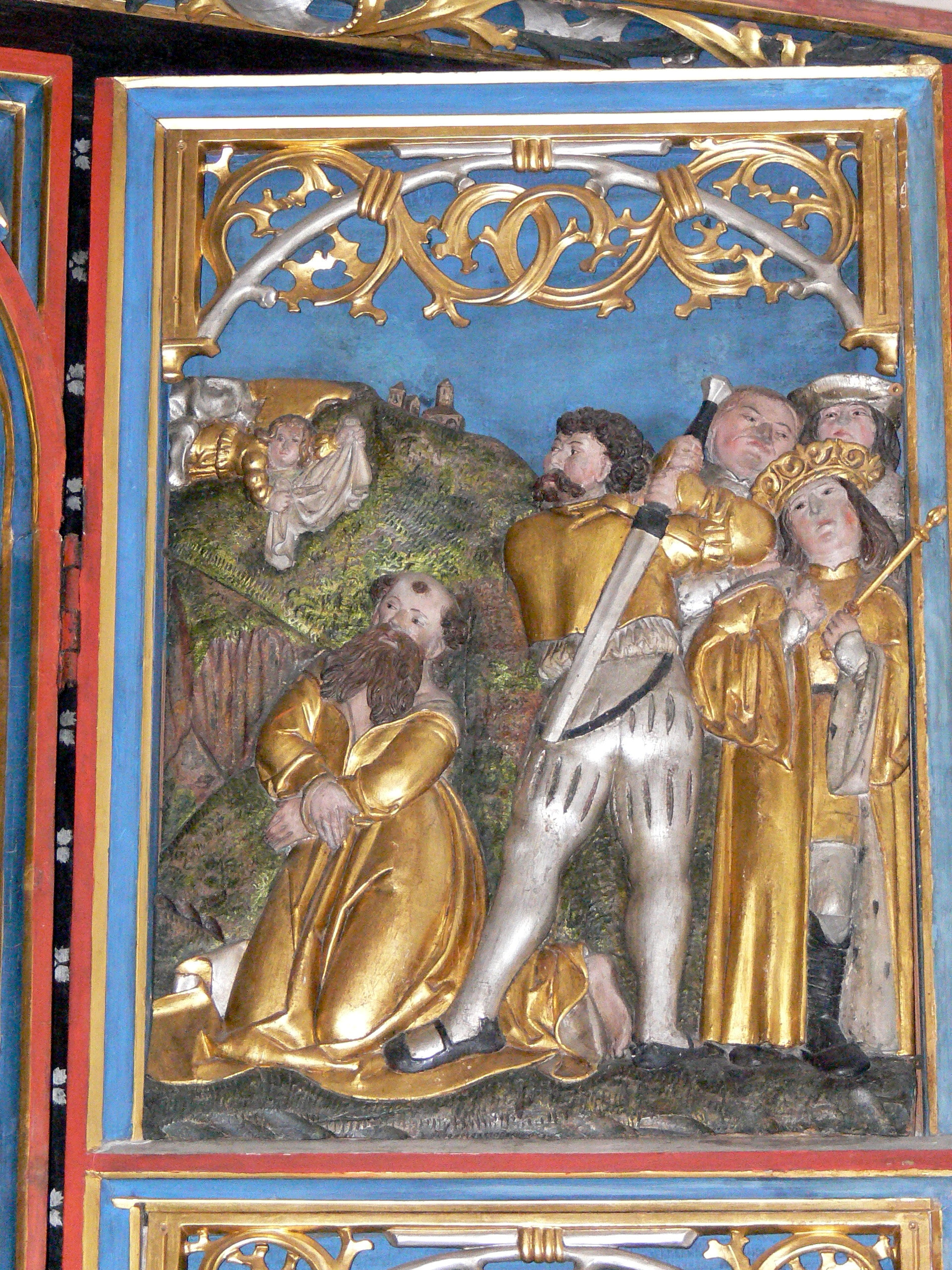
Martiri del sant, a un retaule de 1510-1518 (Heilsbronn)
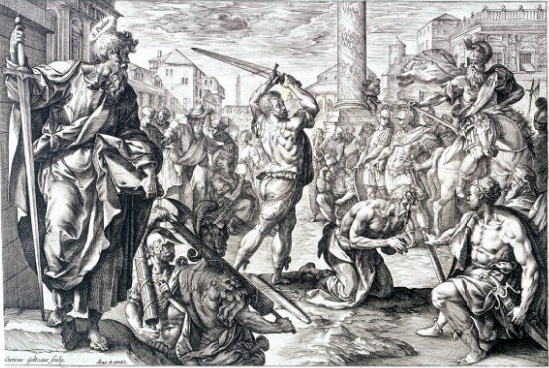
Martiri de sant Pau, per Hendrik Goltzius (segle xvii)